# باميلا وو
باميلا وو (بالإنجليزية: Pamela Wu)‏ هي صحفية أمريكية، ولدت في 5 مارس 1974.